# Sean Taylor
Sean Michael Maurice Taylor (* 1. April 1983 in Miami, Florida; † 27. November 2007 ebenda) war ein US-amerikanischer American-Football-Spieler auf der Position des Free Safetys. Er spielte von 2004 bis zu seinem Tod für die Washington Redskins in der National Football League (NFL).
Zuvor spielte Taylor College Football für die Mannschaft der University of Miami. Von den Redskins wurde er 2004 als fünfter Spieler in der ersten Runde des NFL Drafts ausgewählt. Taylor war für seine harten Tacklings bekannt. Seine Mitspieler nannten ihn scherzhaft „Meast“, ein Kofferwort aus „half man, half beast“.
Nachdem er von Einbrechern in seinem Haus in Miami angeschossen worden war, starb Taylor am 27. November 2007 an den Folgen des schweren Blutverlusts, dabei hinterließ er seine Freundin und seine Tochter, die beide bei dem Einbruch unverletzt blieben.

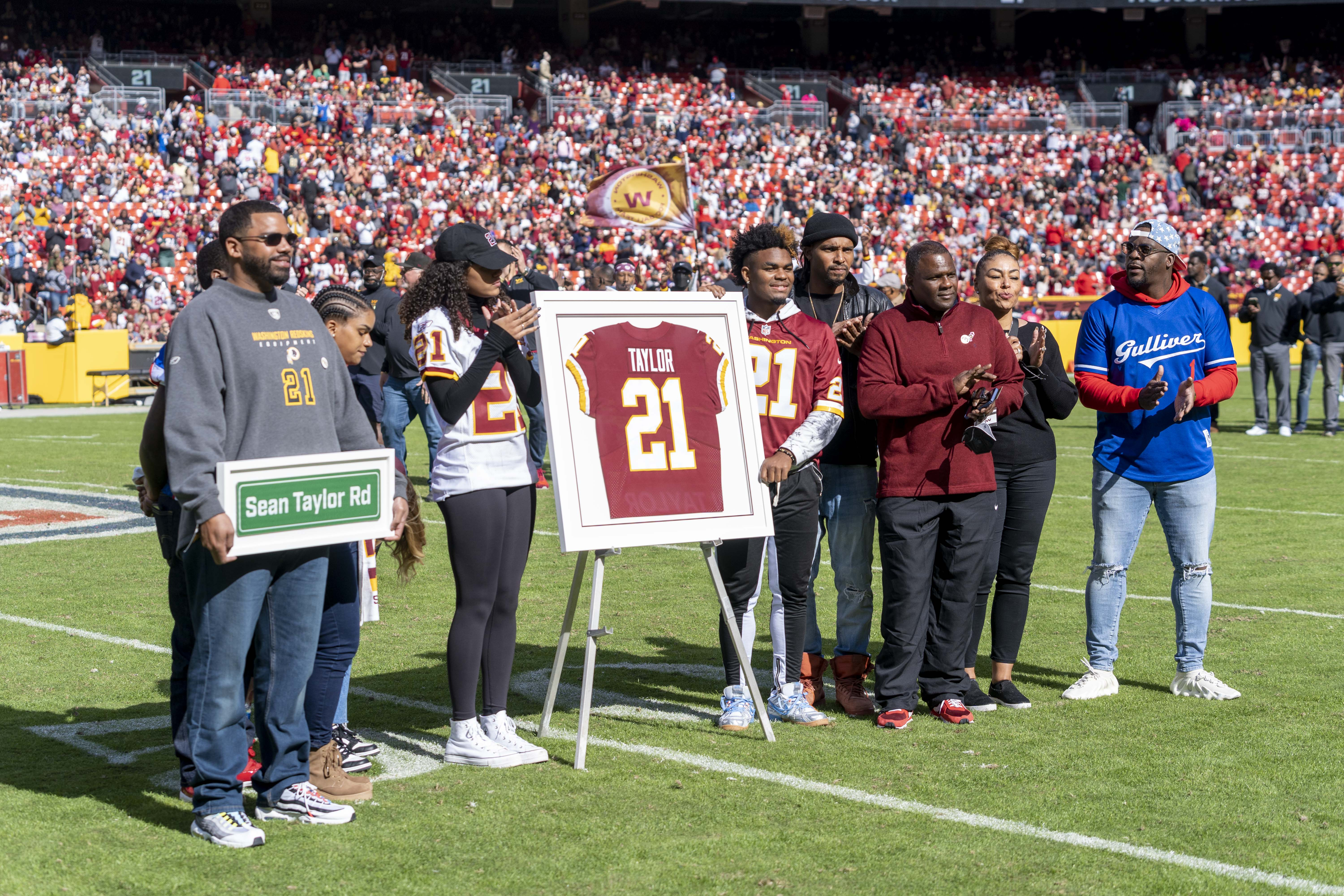
Erinnerung an Taylor beim Spiel gegen die Kansas City Chiefs im Oktober 2021

Im Oktober 2021 beschloss sein Team, das mittlerweile Washington Commanders heißt, die Nummer 21 zu Taylors Ehren zukünftig offiziell nicht mehr zu vergeben. Bereits zuvor galt seine Nummer als inoffiziell zurückgezogen.